# Solécisme
Un solécisme est une erreur de langage qui enfreint les règles de la syntaxe (la forme existe), non celles de la morphologie (ce serait alors un barbarisme : la forme n'existe pas). Le mot, issu du latin soloecismus, dérive du nom de la ville ancienne de Soles, en Asie Mineure, dont les habitants étaient connus pour estropier la langue grecque.
Employé volontairement, par exemple de manière plaisante, le solécisme peut être une figure de style. Le solécisme relève de la norme prescriptive, c'est-à-dire qu'il n'a de sens que par rapport à une langue possédant une norme et une codification stricte, qui prescrit un « bon usage » en opposition à ce qui serait un « mauvais usage ». Le solécisme est donc un aspect de la conception sociale de la langue.

## Exemples de solécisme en français
- « Se rappeler de quelque chose », pour « se souvenir de quelque chose » (le verbe « se rappeler » est transitif direct, l'usage correct étant : « se rappeler quelque chose »).
- « Il y a trop de circulation que pour pouvoir circuler facilement ». Le « que » est de trop et ne respecte pas la syntaxe. « Pour » signifie « afin de ». « Que pour » dans ce contexte est donc l'équivalent de « qu'afin de ».
- « J'habite sur Paris ». « Sur » signifie « dessus », mais dans cet exemple, il est improprement utilisé dans le sens de « à »[2]. Cette tournure, qui s'est répandue en France dans le dernier tiers du vingtième siècle[3] a proliféré en une multitude d'autres solécismes produits par le même abus de la préposition sur : « on est sur un foie gras » au lieu de « c'est du foie gras » ; « vous êtes sur un Matisse » au lieu de « vous êtes devant un Matisse ».
- « Après que » suivi du subjonctif là où l'indicatif, mode du réel, s'impose, puisque sont exprimés des faits déjà réalisés dans la temporalité du verbe principal : solécisme très répandu par attraction de la construction syntaxique de « avant que », locution qui, elle, demande le subjonctif, mode de l'irréel, les faits étant encore non réalisés.
- Le non-respect de la concordance des temps, comme dans « Je voulais / voudrais qu'il vienne » au lieu de « qu'il vînt », relève aussi du solécisme, même s'il est aujourd'hui largement répandu, à l'oral comme à l'écrit, et qu'il n'est plus guère ressenti comme une faute de syntaxe. C'est, au contraire, l'emploi du subjonctif imparfait et plus-que-parfait qui, lorsque ses formes ne sont pas respectivement homonymes à celles du présent et du passé, suscite souvent l'interrogation ou l'amusement face à ce qui peut paraître, à défaut de pédantisme[4], un purisme marqué[5].
- L'emploi du conditionnel présent ou passé au lieu de l'indicatif imparfait ou plus-que-parfait dans une proposition conditionnelle introduite par si : « Si je serais riche, je serais heureux » au lieu de « Si j'étais riche ». Ce solécisme a été immortalisé dans le film de 1962 La Guerre des boutons par la phrase « Si j'aurais su, j'aurais pas venu ».

### Dans la culture populaire
- Dans la bande dessinée De cape et de crocs, le Solécisme est une région de la Lune, dont les habitants s'expriment avec de nombreux solécismes. En témoigne par exemple cette phrase : « Ils ourdissent à exécuter le roi, le jour de le couronnement à Jean, qui est remis au postérieurement à cause qu'il faut pallier au manque de comédiens pour la pièce de le prince ! »

## En philosophie
Il existe une forme de sophisme appelée solécisme. C'est une faute de raisonnement induite, sciemment ou non, par une faute de langage. Tous les solécismes au sens philosophique (c'est-à-dire les solécismes qui sont aussi des sophismes) sont des solécismes au sens grammatical, mais la réciproque est fausse.
Sextus Empiricus, par exemple, décrit ainsi le solécisme dans ses Esquisses pyrrhoniennes (II, 22) :

« [Les dialecticiens disent] qu'un sophisme est un discours plausible et artificieux qui fait en sorte que l'on admet une conséquence fausse ou semblable au faux ou obscure ou inacceptable d'une autre manière. […] Inacceptable d'une autre manière comme les raisonnements appelés solécismes (σολοικίζοντες) : « Ce que tu regardes existe ; mais tu regardes délirant ; donc délirant existe » ; « Ce sur quoi tu portes les yeux existe ; mais tu portes les yeux sur un endroit enflammé ; donc un endroit enflammé existe. »
[…] Pour les derniers raisonnements, ceux qui ont des solécismes, certains [dialecticiens] disent qu'ils sont proposés de manière absurde et contraire à l'usage. »

Sur ce passage, qui peut sembler obscur à un locuteur français du fait de la difficulté de traduire les jeux grammaticaux du grec ancien, Pierre Pellegrin écrit : « Le solécisme consiste en ce que « endroit enflammé », qui est régulièrement à l'accusatif avec « tu regardes », devrait être au nominatif avec « existe ». » Autrement dit, les exemples donnés par Sextus Empiricus jouent sur des ambiguïtés grammaticales afin d'exécuter des déductions logiquement erronées.
Aristote donne de cela un autre exemple dans les Réfutations sophistiques (fragment A 30 de Protagoras chez Diels-Kranz) :

« Le solécisme, on peut le commettre, paraître le commettre sans le faire, et le faire sans en avoir l'air, si, comme disait Protagoras, on tient μῆνις (la colère) et πήληξ (le casque) pour des masculins : en disant la colère « meurtrière », on fait, selon Protagoras, un solécisme, mais non pour les autres ; et si on dit « meurtrier », on paraît faire un solécisme, mais lui prétend que non. »

En guise d'explication de ce fragment, Jean-Paul Dumont note : « μῆνις et πήληξ sont des mots féminins, à propos desquels on suppose, à tort, qu'ils sont des masculins. » Plus tôt dans le même ouvrage, Aristote parle ainsi du solécisme et des sophistes :

« II faut se rendre compte, d'abord, de ce que se proposent ceux qui aiment ainsi à lutter de paroles dans des discussions. II y a cinq choses qu'ils peuvent avoir en vue : la réfutation, l'erreur, le paradoxe, le solécisme, et, en cinquième lieu, de faire bavarder celui qui discute avec eux […]. De ces cinq objets, celui qu'ils préfèrent, c'est […] quatrièmement, de le forcer à commettre un solécisme, c'est-à-dire de contraindre par leur raisonnement celui qui répond, à parler comme un véritable barbare […]. »

Le solécisme trouve donc bien racine dans la grammaire, mais en l'occurrence il ne s'y limite pas :

« Le solécisme est en quelque sorte pareil aux réfutations qui sont exprimées semblablement, pour des choses qui ne sont pas semblables ; car de même qu'il arrive alors que la réfutation porte sur les choses mêmes, il arrive aussi que le solécisme ne porte que sur les mots ; car homme et blanc sont à la fois et une chose et un mot. »

Autrement dit, le solécisme sophistique advient lorsqu'un solécisme grammatical (erreur syntaxique) laisse croire à une chose erronée concernant les éléments (erreur logique) que désigne cette syntaxe erronée.